# Turks- og Caicosøernes fodboldforbund
Turks and Caicos Islands Football Association er det styrende organ for fodbold på Turks- og Caicosøerne. De organiserer Turks- og Caicosøernes fodboldlandshold, MFL League (mændenes liga) og WFL League (kvindernes liga).